# Oh la la – Wer ahnt denn sowas?
Oh la la – Wer ahnt denn sowas? ist ein französischer Film unter der Regie von Julien Hervé, der am 21. März 2024 in den deutschen Kinos gestartet ist.

## Handlung
Als Vorbereitung ihrer Hochzeit beschließen Alice Bouvier-Sauvage und François Martin, ihre beiden Familien zusammenzuführen.
Vater Gérard Martin lernen wir als Autohändler kennen, der nur französische Wagen verkauft und deutsche verachtet. Doch wenn er mit seiner Frau Nicole und seinem Sohn am Chateau der Familie Catherine und Frédéric Bouvier-Sauvage ankommt, stehen dort gleich zwei Limousinen von Mercedes und ein Porsche vor der Tür, denn die Familie leitet sich zwar von französischen Herzögen ab, doch man ist weltläufig und billigt Deutschen gute Autos und Italienern gute Küche zu, denn Catherine sei die Enkelin einer Prinzessin aus Venedig. Doch Tochter Alice ist das chauvinistische Gehabe ihres Vaters erkennbar zuwider.
Während die Väter Frédéric und Gérard die Qualität ihres weitläufigen Weingutes respektive ihre französischen Mittelklassewagen loben, legen beide großen Wert darauf, dass ihre jeweiligen Kinder sich doch zu dieser Hochzeit erst entscheiden müssten. Kurz darauf verkünden diese, dass sie sich genau dazu bereits entschlossen hätten. Vor allem Alices Eltern reagieren zurückhaltend. Frédéric besteht auf einer formalen Verlobung, da sie eine exquisite Familientradition zu wahren hätten.
Als Überraschungsgeschenk haben die Brautleute einen DNA-Test ihrer Eltern im Labor, in dem Alice arbeitet, machen lassen. Die Ergebnisse sind in Kuverts verschlossen. Vater Frédéric stellt noch einmal selbstgewiss seine uradelig-französische Abstammung heraus. Gérard öffnet als erster sein Kuvert und erbleicht: Er ist zu 50 % Deutscher! Dabei gab es nie einen Verdacht – die Großeltern Martin haben weder Wagner gehört noch Sauerkraut gegessen, wie Frédéric mit einem Prost auf "Gerhard" und "Großdeutschland" spottet. Im Protest wollen die Eltern Martin gehen, aber Alice weist ihren Vater zurecht. Man beschließt, Catherine solle ihr Kuvert öffnen. Doch die fällt dabei in Ohnmacht: Sie ist mit 20 % Portugiesin. Ihr Mann ist empört über den Test, versichert ihr aber, er liebe sie dennoch weiterhin. Die portugiesische Haushälterin Maria will sich vorschnell mit ihr verschwestern – und wird rüde zurechtgewiesen. Diesmal ist es Gérard, der genüsslich spottet, woraufhin ihn Frédéric als Nazi beschimpft. Als dieser empört gehen will, wird ein Wasserschaden gemeldet, der die Ahnengalerie gefährdet. Die Väter eilen in den Heizungskeller, wo Gérard die Leitung abklemmt.
Alice versucht die Situation zu retten. Frédéric bestellt den (portugiesischen) Klempner, den er mit Verweis auf seine "portugiesische" Frau überzeugt, von einer Hochzeit zu kommen. Dieser begrüßt Catherine herzlich, doch schnell ist festgestellt, dass 20 % nicht ausreichen, um echte Portugiesin zu sein. Der Klempner behebt den Schaden und empfiehlt einen neuen Heizkessel – am besten einen deutschen.
Kurzentschlossen öffnet Nicole ihr Kuvert: Sie ist zu 60 % Engländerin und findet das ganz spannend: "Ich habe das Gefühl dieselbe zu sein, und trotzdem jemand anders." Selbst als Frédéric auf die gegenseitigen Bombardements im Zweiten Weltkrieg verweist, führt das nur dazu, dass sich die "ehemals verfeindeten" Eheleute Martin umarmen und für die Kriegszerstörungen wechselseitig entschuldigen. Doch dann entdecken sie im Kleingedruckten des DNA-Test, dass ein gewisser "William Mountbatten" auch den Test habe machen lassen und mit ihr verwandt ist. Frédéric findet, das sei der rechte Augenblick für die Gäste zu gehen.
Doch "Gerhard" beruft sich auf seine deutsche Unhöflichkeit und verlangt, dass auch Frédéric sein Kuvert öffnet. Triumphierend verkündet dieser das Ergebnis: zu 85 % Franzose! Doch die fehlenden 15 % DNA verweisen auf die Abstammung von Cherokee, "ein Indianerstamm aus Amerika", kein Automodell, erläutert François. Sein künftiger Schwiegervater teilt die allgemeine Heiterkeit nicht, zumal auch sein Stammbaum eine Lücke aufweist. Als Frédéric aber die ganze Hochzeit absagen will, verlassen die Verlobten den Salon.
Die Brautleute, die in der nächsten Szene unter sich sind, versichern sich ihrer Liebe. So friedlich ist das Bettgespräch der Eltern Bouvier-Sauvage nicht, während sich die Martins sich beim Gute-Nacht-Kuss in deutsch-britischer Freundschaft üben.
Beim Frühstück am nächsten Tag treffen Alice und ihr Vater zusammen, der darauf besteht: "Ich bin kein Cherokese!" Gérard hingegen muss mit der Enthüllung seines Vaters fertig werden, dass dieser tatsächlich Deutscher sei und einen geheimen "Zufluchtsort" hat, ein Zimmer voll deutscher Devotionalien, von Derrick bis hin zum Merkel-Aschenbecher, deutschen Bieren und Boxbeutel. Er gesteht Gérard sogar, dass er bei Länderspielen heimlich immer für Deutschland gewesen sei, und versucht seinen Sohn zu trösten, als "Franko-Deutscher" habe er doch immerhin "sechs Weltmeisterschaften gewonnen". Gérards wirklicher Vorname, verrät er, sei Gerhard. 
Währenddessen lässt sich Frédéric bei einem Experten zwar bestätigen, dass in seinem Stammbaum kein Indianer vorkomme, aber dieser sagt zugleich, dass so ein DNA-Test ziemlich zuverlässig sei. "In jedem Stammbaum", meint er, gebe es "einen morschen Zweig", denn bei Ehebruch sei die Genealogie machtlos. Empört verlässt Frédéric das Büro. Catherine hingegen muss, als sie Blumen am Grab ihrer Großmutter ablegt ("Gib mir ein Zeichen, dass das alles nicht wahr ist."), feststellen, dass die Gräber links und rechts alle portugiesische Namen tragen.
Es folgen weitere kurze Szenen:
- Die Brautleute treffen sich nächtens.

Frédéric kann nicht schlafen und hört Wiehern, geht in die Ahnengalerie und sieht das Portrait einer Urahnin unvermittelt Indianer-Zöpfe und Kopfschmuck tragen.
- Am nächsten Tag diskutiert Nicole die Schwierigkeiten einer rechten Frisur für königliche Häupter.
- Frédéric hingegen verbrennt Portraits, weil er auf dem Dachboden ein Dokument über Buffalo Bill gefunden hat, der 1905 zu Besuch in Frankreich war – und auf dem Bild neben Bill und Indianern seine Urgroßmutter zu sehen ist.
- Bei den Martins trinkt man neuerdings Tee und Sohn François ist über all die neuen Eitelkeiten nicht sonderlich glücklich.
- Catherine hingegen lernt Portugiesisch.
- Gérard macht einen Ausflug in ein Mercedes-Autohaus.
- Frédéric liegt im Bett und schaut Der mit dem Wolf tanzt.
- Catherine versöhnt sich mit ihrer Haushälterin Maria. Doch sie wird zum "Buffalo Inn" gerufen. Gendarm "Jean-Michel Bison" ("on" nasal gesprochen!) informiert sie, dass sich ihr volltrunkener Gatte ungewöhnlich, verwirrt und aggressiv benommen habe.
- Gérard wird im Autohaus am Steuer eines Mercedes erwischt, wo er mit deutschem Akzent (in der Synchronisation klingt es eher jiddisch) von seiner "bayerischen Heimat" schwärmt – und das Auto kauft, was wiederum seine Gattin "great" findet.
- Die Brautleute berichten einander über den Stand der Dinge.

Zur feierlichen Melodie von God save the Queen besuchen Gérard und Nicole die britische Botschaft, wo sie aber nur von einem Sekretär empfangen werden.
Catherine und Frédéric streiten, ob man alles, was fremden Ursprungs ist, wegwerfen soll. Er leidet darunter "kein Franzose" zu sein, doch sie hält ihm vor, dass seine Arroganz gegenüber anderen Nationen doch das "Urbild eines echten Franzosen" sei, der nur "Käse, Wein und die Jagd" liebe.
Der Botschaftssekretär bestätigt Nicole, dass sie die Ur-Cousine – mit 12fachem "Ur" – der Queen, über einen unehelichen, verarmten Sohn von Richard Löwenherz sei.  Also gibt es weder "Lady Nicole" noch "Sir Gérard". Was ihr bleibt, ist eine gerahmte Echtheitsbescheinigung und ein paar Souvenirs aus England. Gérard, wie er stolz erklärt Sohn eine Arbeiterfamilie aus München, lehnt den royalen Schnickschnack, den der Sekretär ihm schenken will, ab.
Catherine versöhnt sich mit ihrem Mann, als dieser heimlich nächtens portugiesischen Fado hört und eingesteht, ein egoistischer Dummkopf zu sein und ihr sogar zugesteht, dass sie den Wein auswählen darf. Es ist Portwein, den selbst Frédéric "delikat" findet.
Tagsdrauf besucht er Gérard, stellt sich als "Silberner Kojote" vor, während dieser ihn in Lederhosen und mit "Grüß Gott" empfängt. – Nach dieser kurzen Szene treffen die Brautleute im Schloss zu ihrer Überraschung auf versöhnte Eltern, die auf die Hochzeit anstoßen wollten. Doch, es gibt keine Hochzeit, weil Alice schwanger ist. Ihr Portrait wird in der Ahnengalerie platziert.
In der Schlusszene verlassen Alice und François nach der Taufe ihres Neugeborenen die Kirche und gibt es Ansprachen bei der Feier vor dem Schloss. Das Kind heißt Julien William Joao Hans Martin. „Du startest ins Leben mit vielen Trümpfen, denn Du bist ein deutsch-französisch-portugiesischer Cherokese“ – wobei die Großväter sich uneinig sind, ob der Knabe einmal Automobilvertragshändler oder Weinbergsbesitzer wird. Zum Schluss flüstert Alice ihrem François ins Ohr, dass ein Problem mit den 85 % im DNA-Test ihres Vaters bestehe, von dem sie eben gehört hat – worin bleibt unhörbar für den Zuschauer.

## Produktion
Der Film wurde teilweise in der Dordogne im Schloss Montaigne in Saint-Michel-de-Montaigne gedreht.

## Kritik
Die Kritik zeigt sich gespalten in ihrer Meinung zum Film.
- Das Lexikon des internationalen Films gibt einen von fünf Sternen und kritisiert den Film als „hanebüchene Komödie, die mit reaktionärer Rückwärtsgewandtheit nationale Klischees und kulturelle Vorurteile aufwärmt und sich in einem albernen, ironiefreien Humor gefällt.“[2]
- Ulrich Höcherl schreibt auf Blickpunkt:Film: „Hehre Filmkunst ist mit ,Oh la la‘ nicht beabsichtigt, aber bestes Unterhaltungskino ist gelungen, das übertriebenen Patrioten den Spiegel vorhält.“[3]
- Programmkino.de beschreibt den Film als „Hochzeitskomödie, in der es mit schöner Boshaftigkeit um Vorurteile und nationalistisches Gedankengut geht, vor allem aber um Menschen, die in die eigene Falle ihrer chauvinistischen Ansichten tappen“, und schließt, dass „die knallige Komödie schon allein wegen der strahlenden Performance der beiden Starkomiker und wegen seines Anspruchs, jede Form von Chauvinismus lächerlich zu machen, auf jeden Fall sehenswert“ sei.[4]
- Die Westfälischen Nachrichten urteilen: „[…] wunderbar respektlos servierte nationale Vorurteile und soziale Klischees treffen, sind bissig und albern zugleich“, und loben ebenfalls das Schauspiel der beiden Hauptdarsteller, Clavier und Bourdon, „die im Gegensatz zu de Funès weniger körperbetont, aber nicht weniger dialogsicher und genüsslich als Komiker im feinsten Boulevard agieren.“[5]